# Банатське Велике Село
Банатське Велике Село (серб. Банатско Велико Село, угор. Felsőhegy) — село в Сербії, належить до общини Кікинда Північно-Банатського округу в багатоетнічному, автономному краю Воєводина. Розташоване в історико-географічній області Банат. 

## Населення
Населення села становить 3097 осіб (2002, перепис), з них:
- серби — 2922 — 96,30%;
- мадяри — 26 — 0,85%;

Решту жителів  — з десяток різних етносів, зокрема: хорвати, чорногорці, роми і кілька русинів-українців.

## Галерея

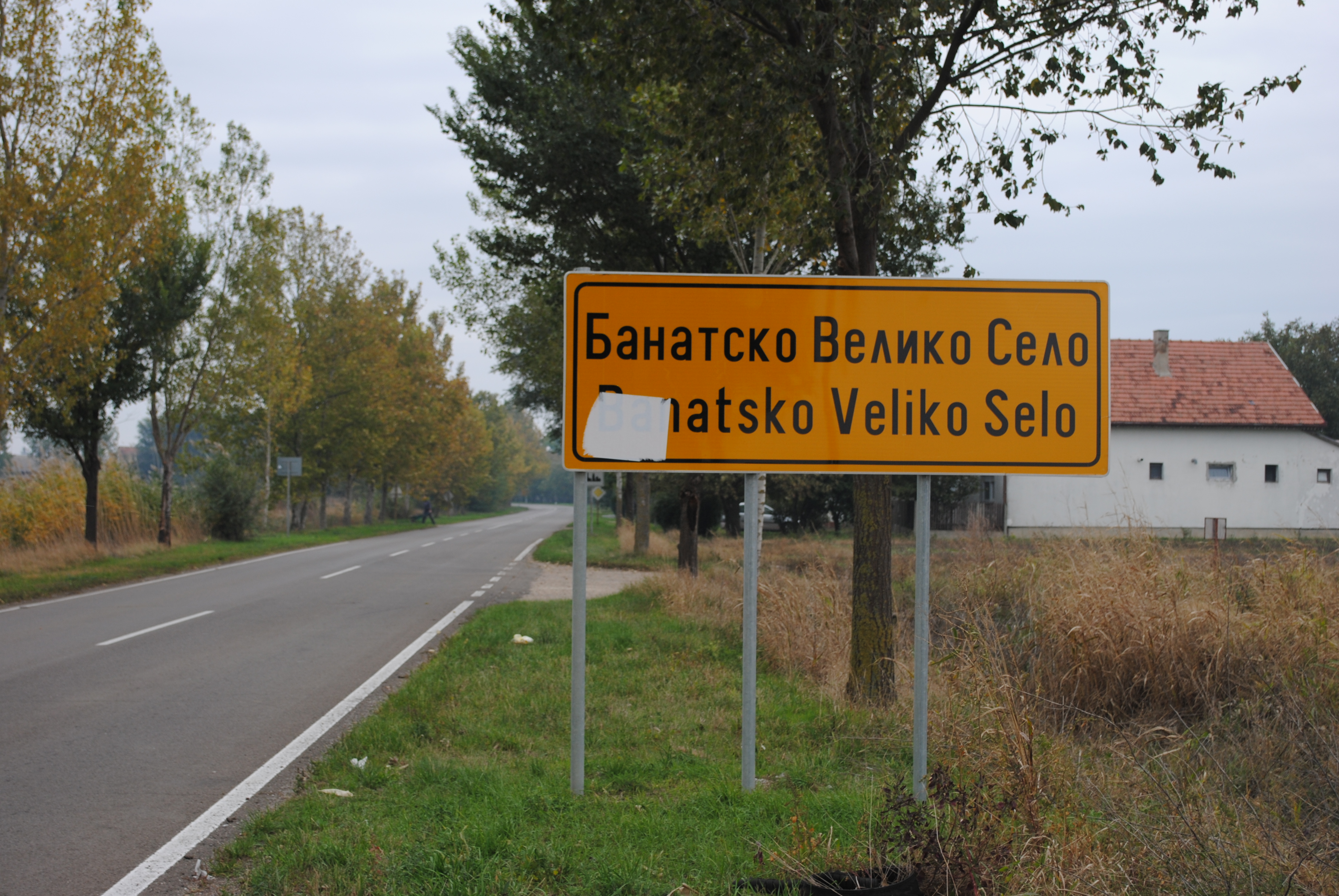
Інформаційна дошка на в’їзді в село
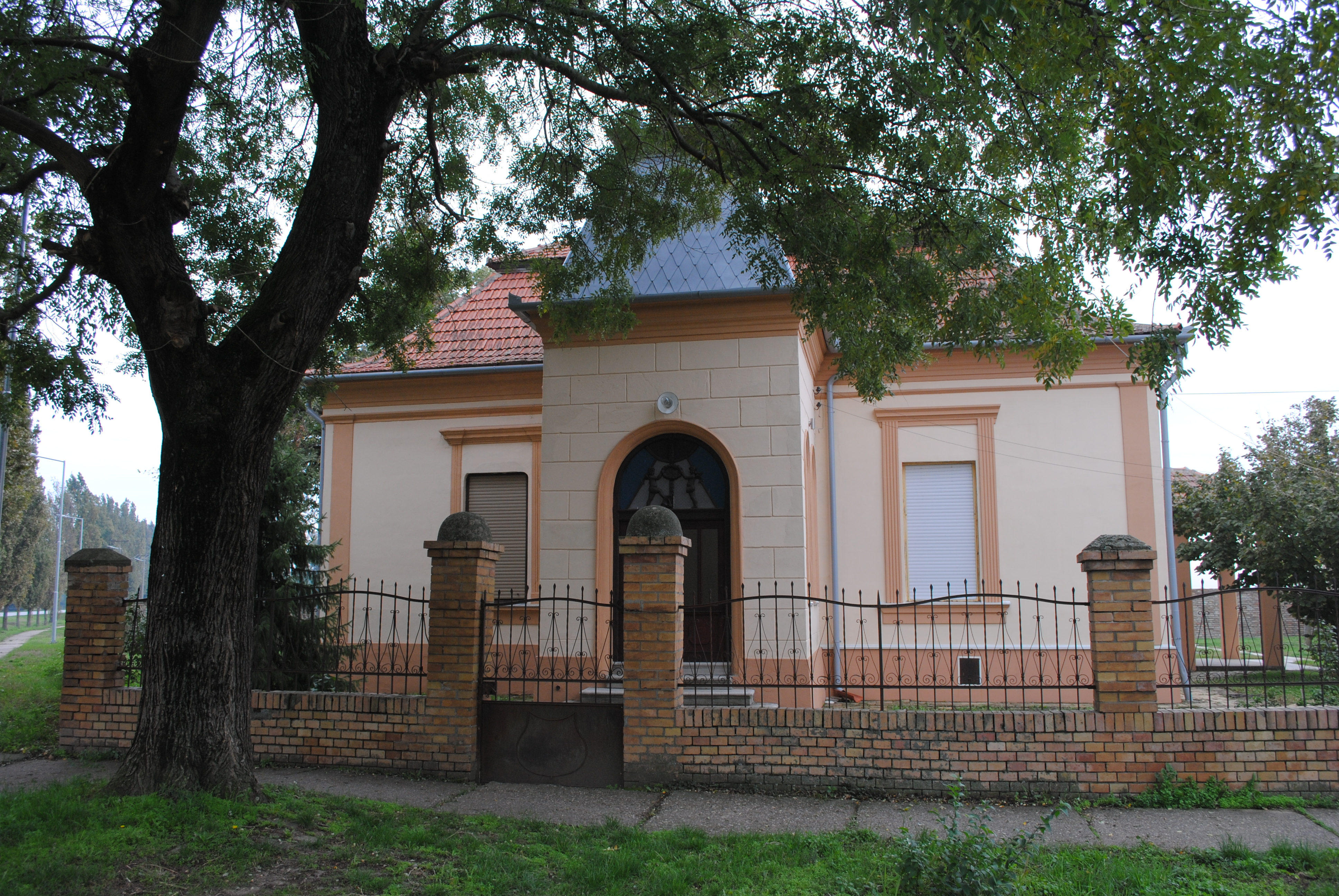
Старий німецький будинок
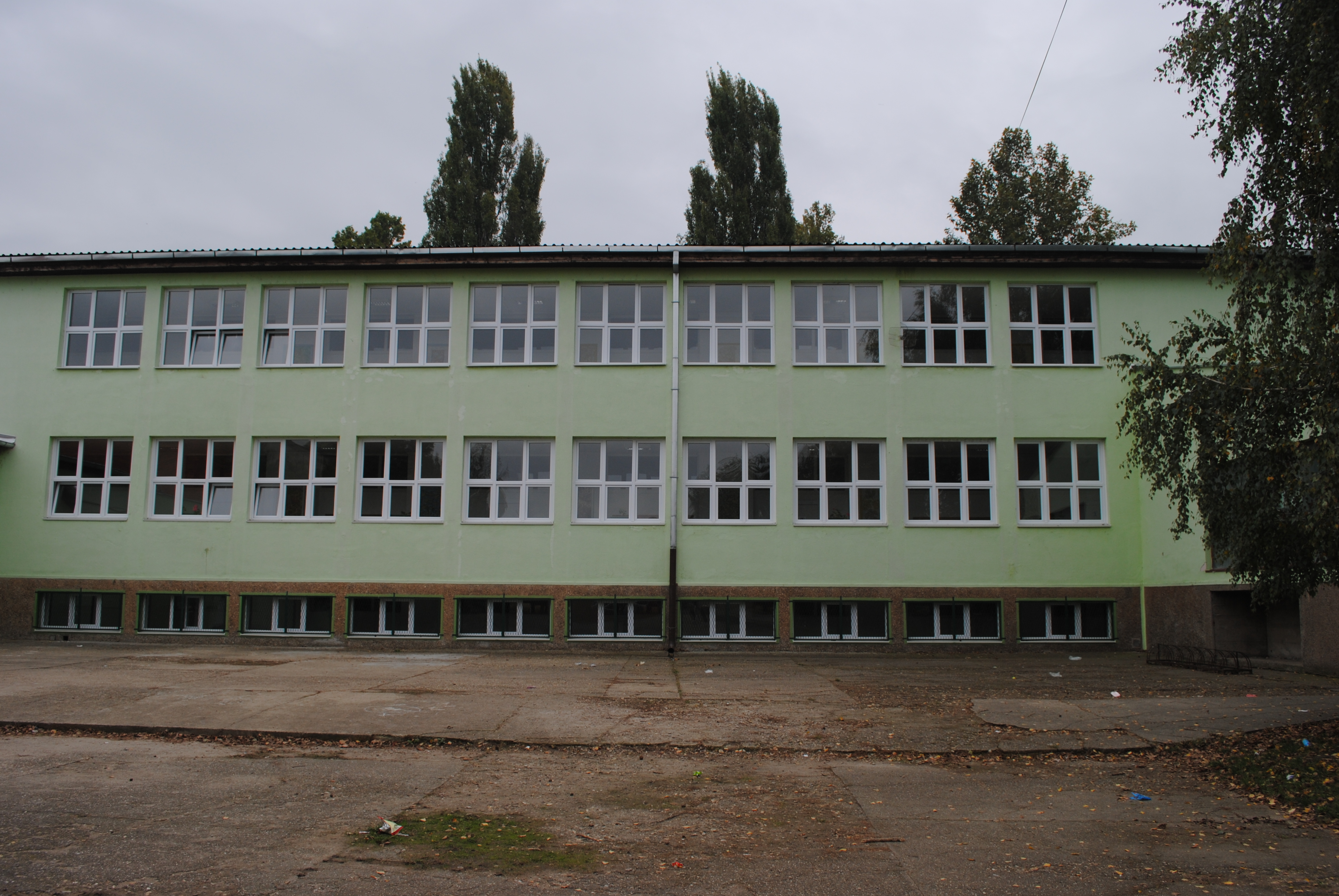
Школа